# Bronckhorst
Ne doit pas être confondu avec Bronkhorst.
Bronckhorst est une commune néerlandaise située dans la province de Gueldre. Établie le 1er janvier 2005 par la fusion des communes de Hengelo, Hummelo en Keppel, Steenderen, Vorden et Zelhem, elle compte 35 984 habitants au 1er juillet 2021. Elle tire son nom du hameau de Bronkhorst où les seigneurs de Bronckhorst établirent autrefois une importante seigneurie, englobant des parties importantes de ce qui est aujourd'hui la commune.

## Géographie

### Situation

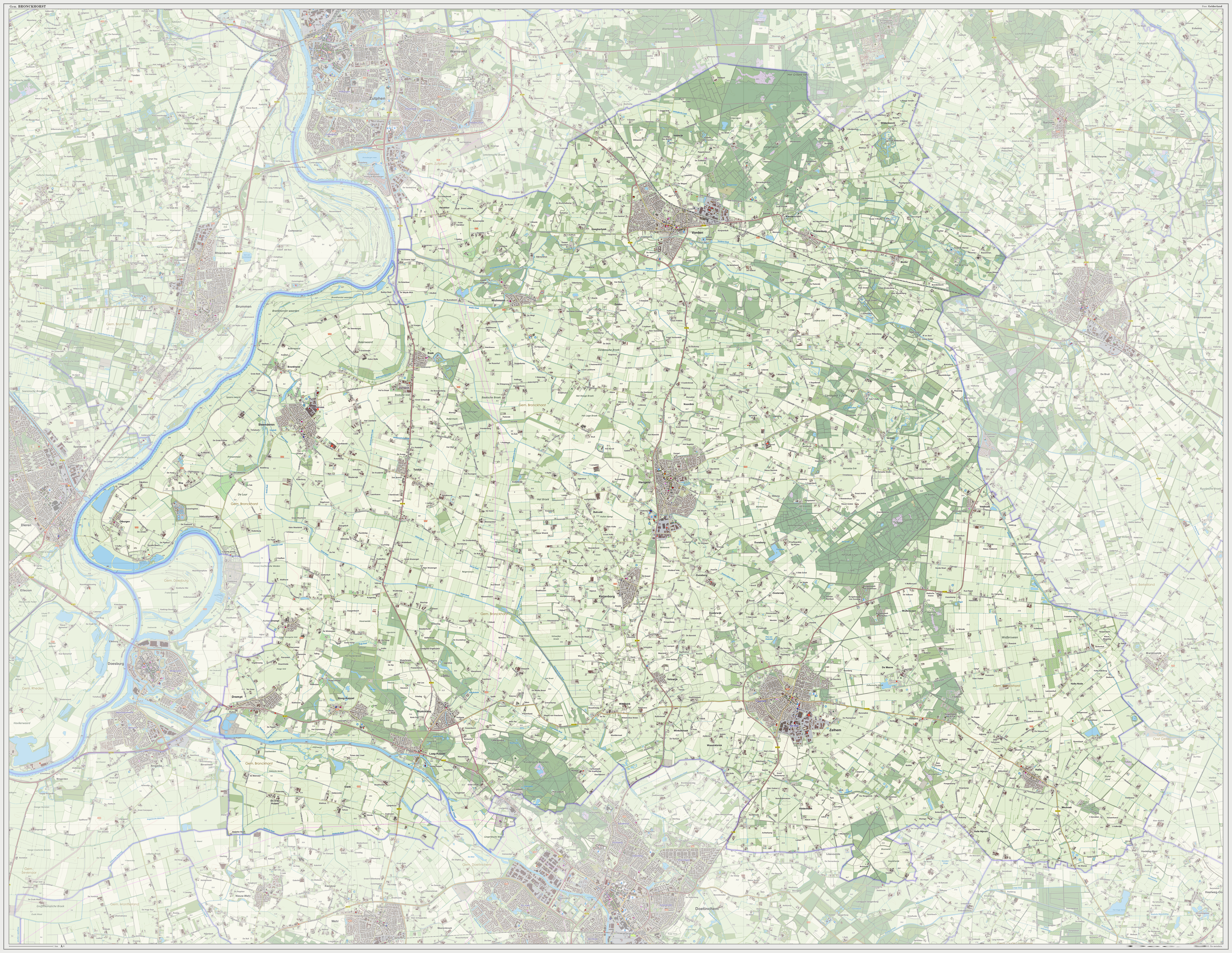
Carte topographique de la commune de Bronckhorst (2013).

La commune de Bronckhorst se trouve au cœur de la région historique et naturelle de l'Achterhoek, dans l'est de la Gueldre.
Elle couvre une superficie de 286,42 km2, dont 283,50 km2 de terres, ce qui en fait la troisième commune la plus étendue au niveau provincial, après Apeldoorn et Ede. La commune borde Zutphen au nord, Lochem au nord-est, Berkelland à l'est, Oost Gelre et Oude IJsselstreek au sud-est, Doetinchem au sud, Zevenaar et Doesburg au sud-ouest, Rheden à l'ouest et Brummen au nord-ouest. À l'ouest, la limite suit le cours de la rivière IJssel.

### Localités
La commune de Bronckhorst compte les localités suivantes :
- Anciennement dans la commune de Hengelo — Hengelo (accueille l'hôtel de ville), Keijenborg, Noordink, Dunsborg, Bekveld et Gooi, Varssel et Veldhoek ;
- Anciennement dans la commune de Hummelo en Keppel — Achter-Drempt, Eldrik, Hoog-Keppel, Hummelo, Laag-Keppel et Voor-Drempt ;
- Anciennement dans la commune de Vorden — Delden, Kranenburg, Linde, Medler, Mossel, Veldwijk, Vierakker, Vorden, Wichmond et Wildenborch ;
- Anciennement dans la commune de Zelhem — De Meene, Halle, Halle-Heide, Halle-Nijman, Heidenhoek, Heurne, Oosterwijk, Velswijk, Wassinkbrink, Winkelshoek, Wittebrink et Zelhem ;
- Anciennement dans la commune de Steenderen — Baak, Bronkhorst, Olburgen, Rha, Steenderen et Toldijk.

## Galerie

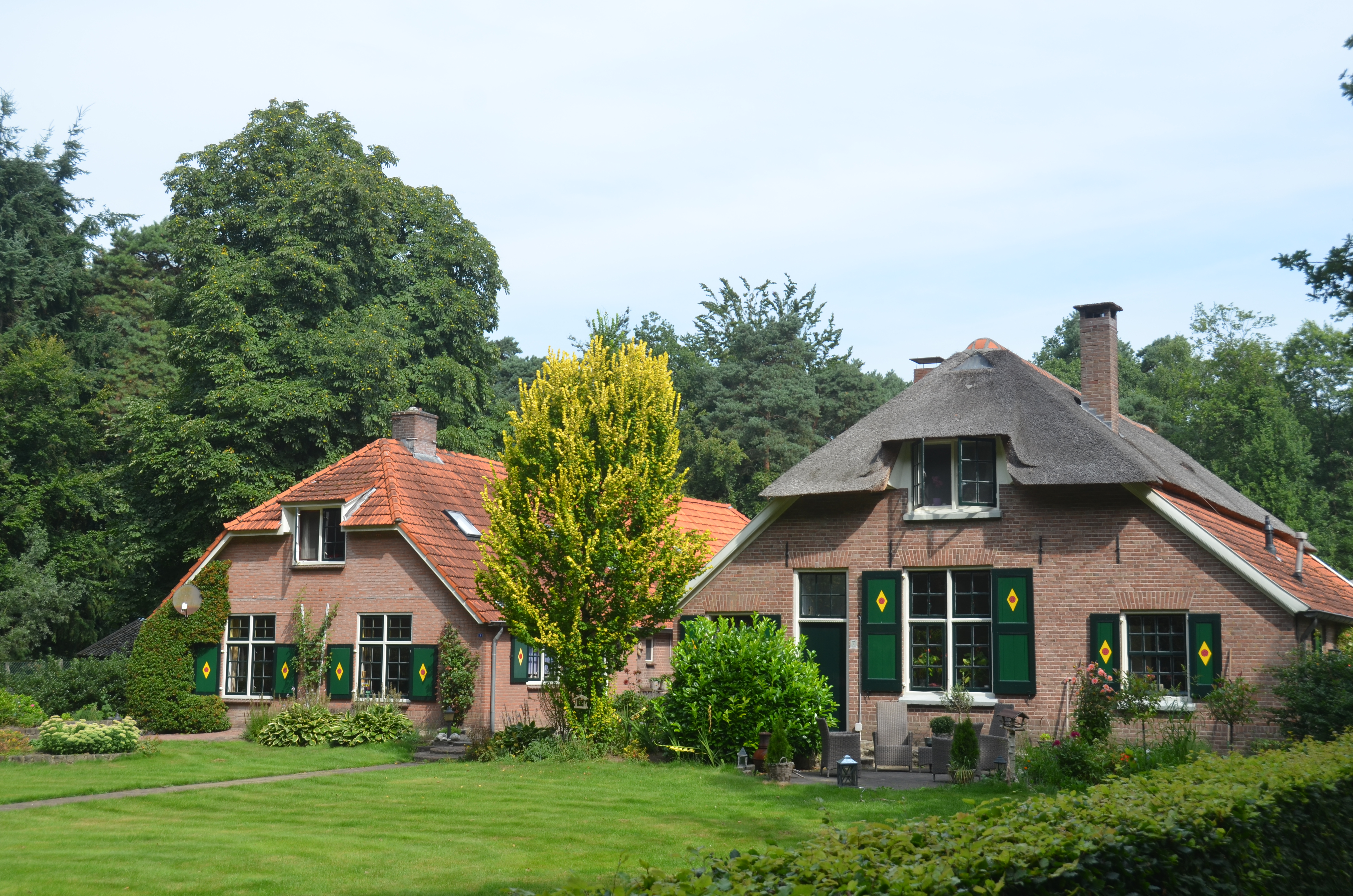
Vorden.
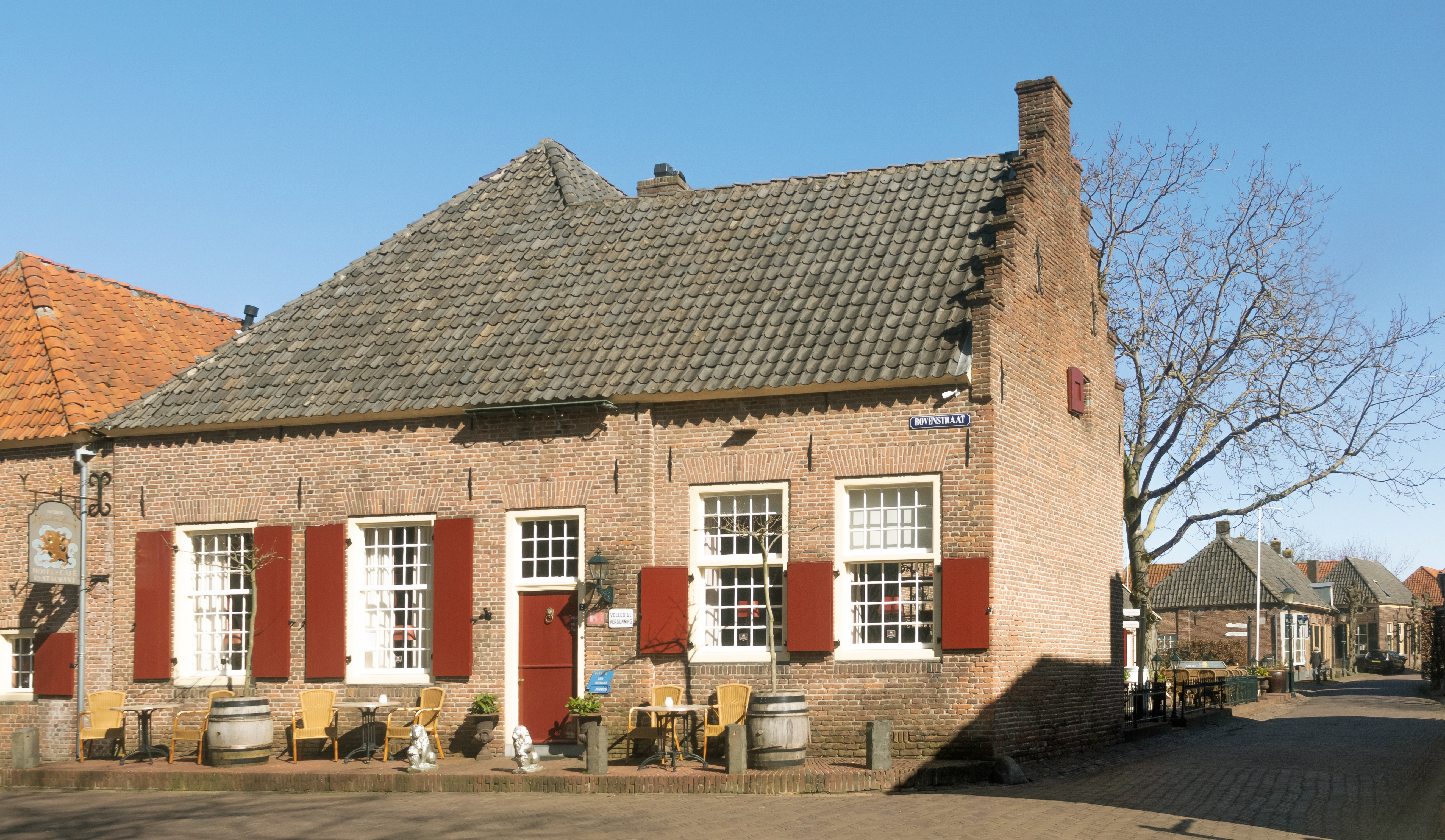
Bronkhorst, l'ancienne ferme (composée d'une maison transversale à pignon droit en escalier).
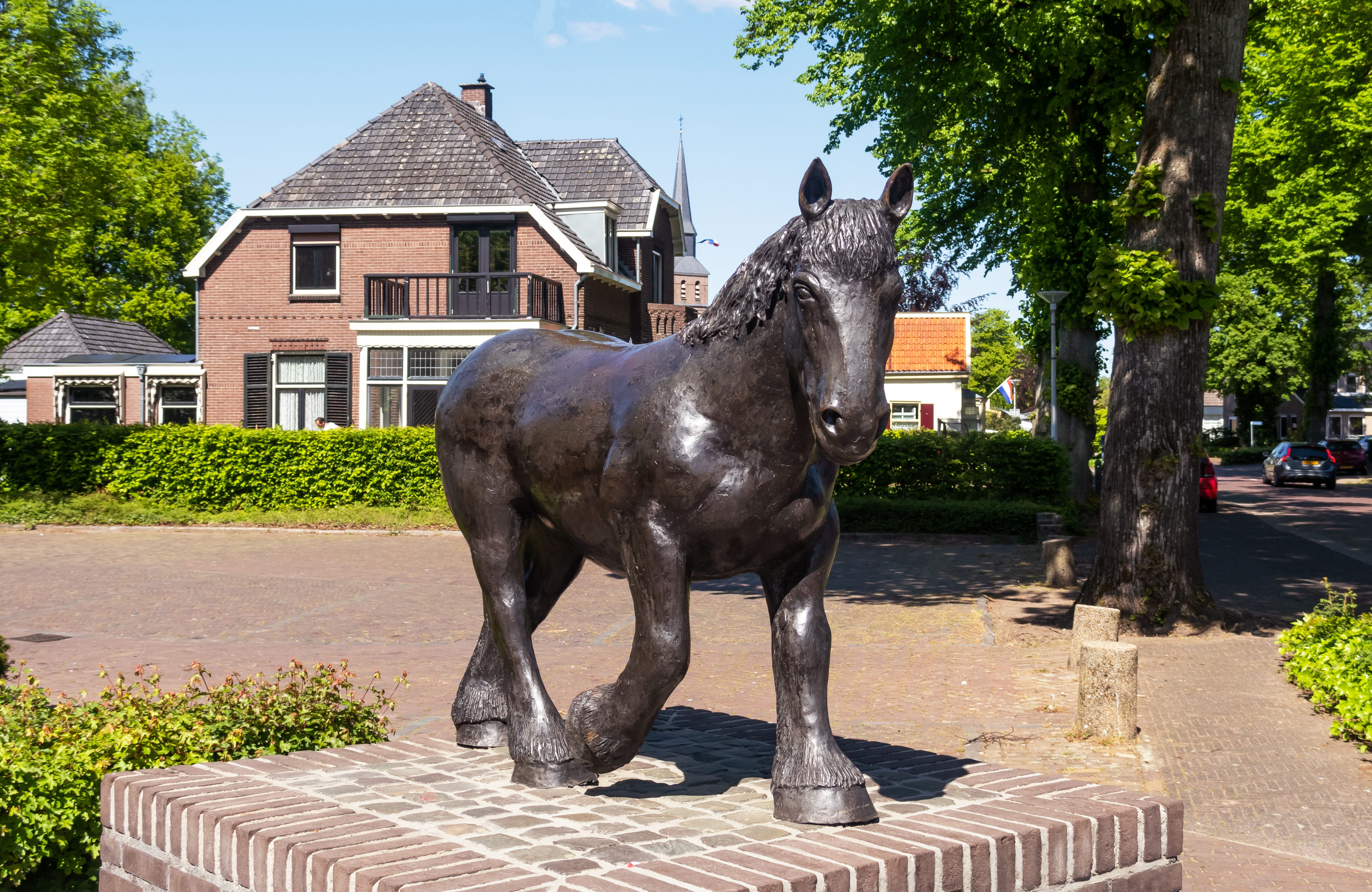
Hengelo, la sculpture Paardendorp Hengelo (« village du cheval de Hengelo »).
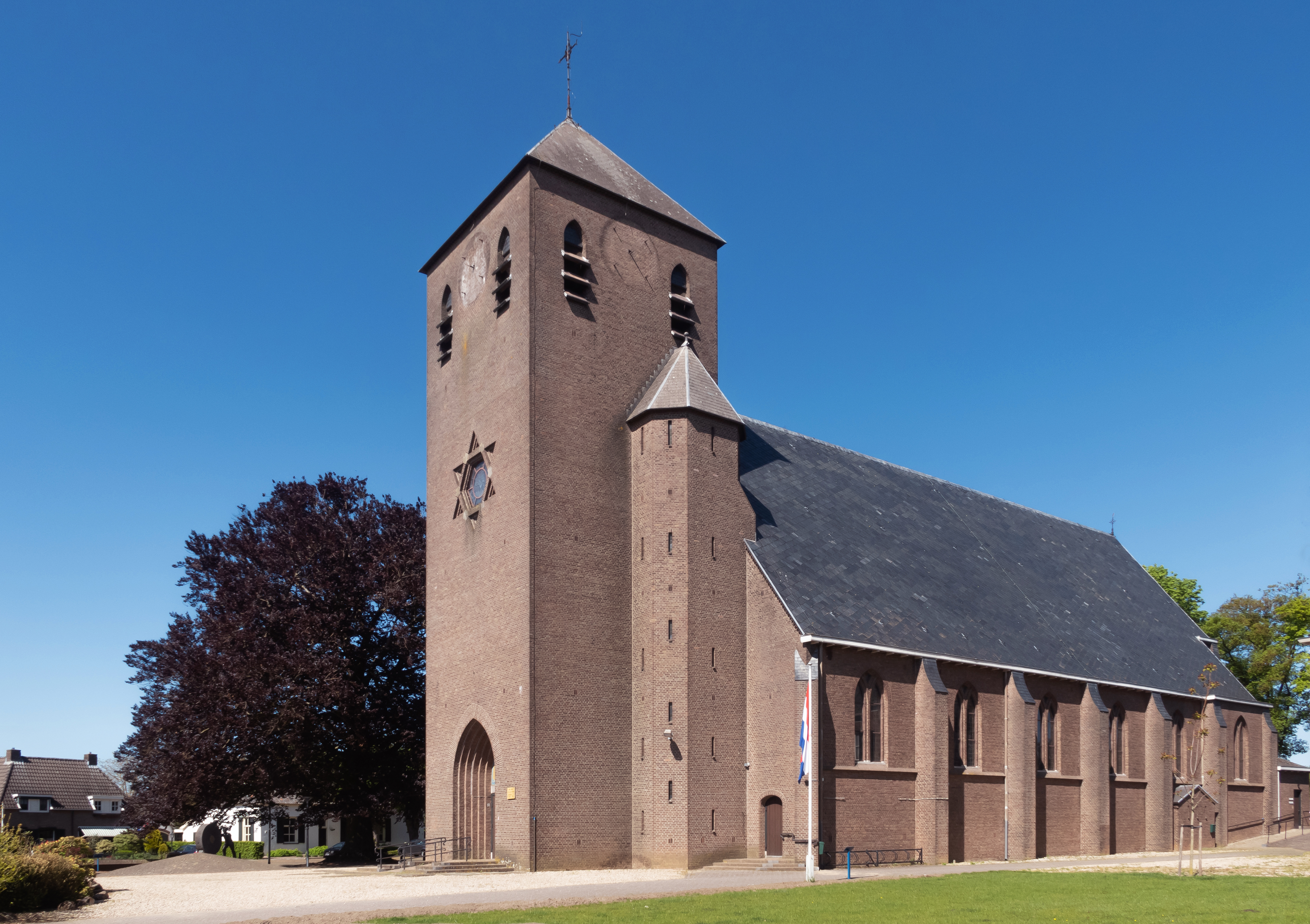
Keijenburg, l'église : la Johannes de Doperkerk.
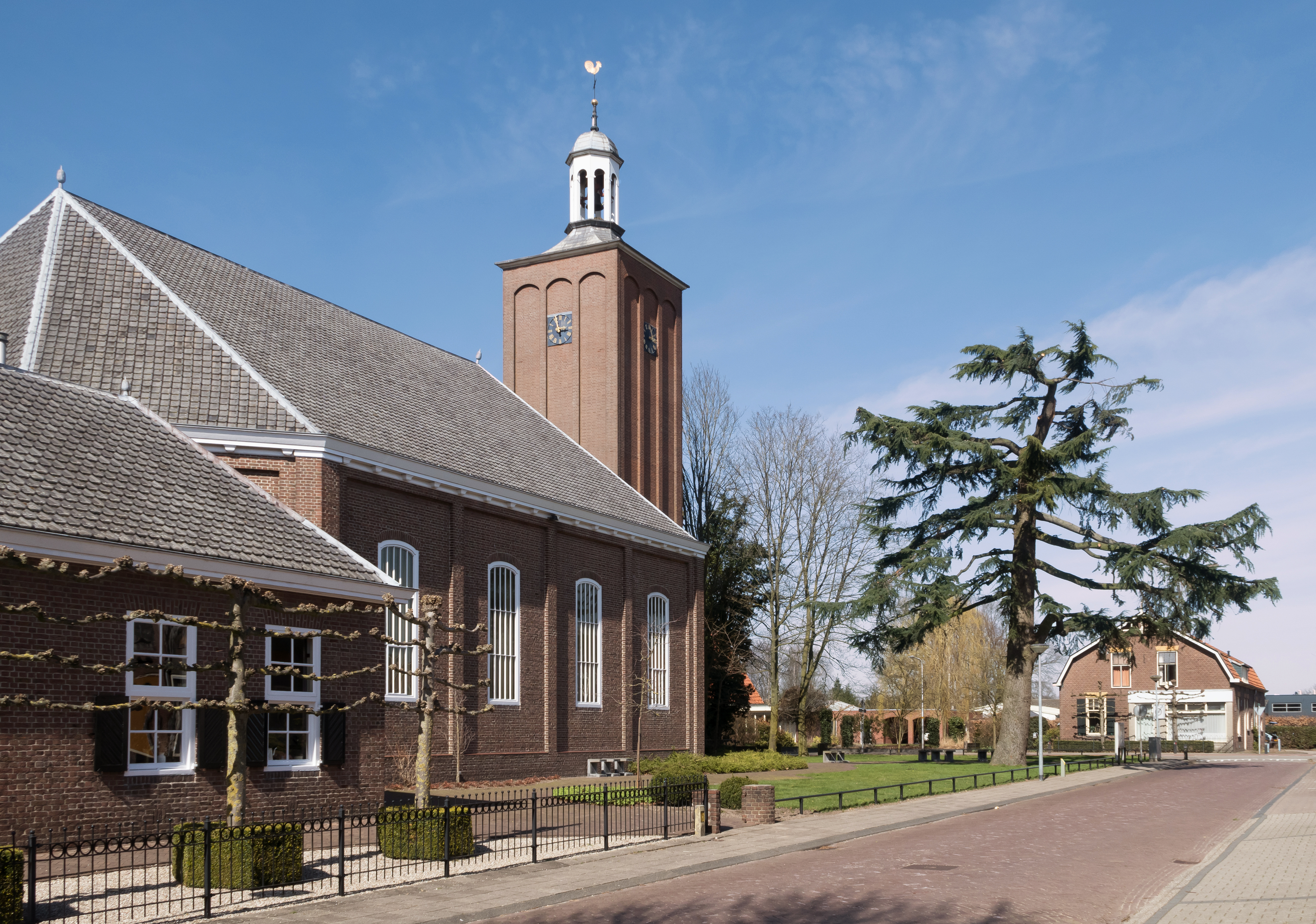
Halle, l'église protestante.
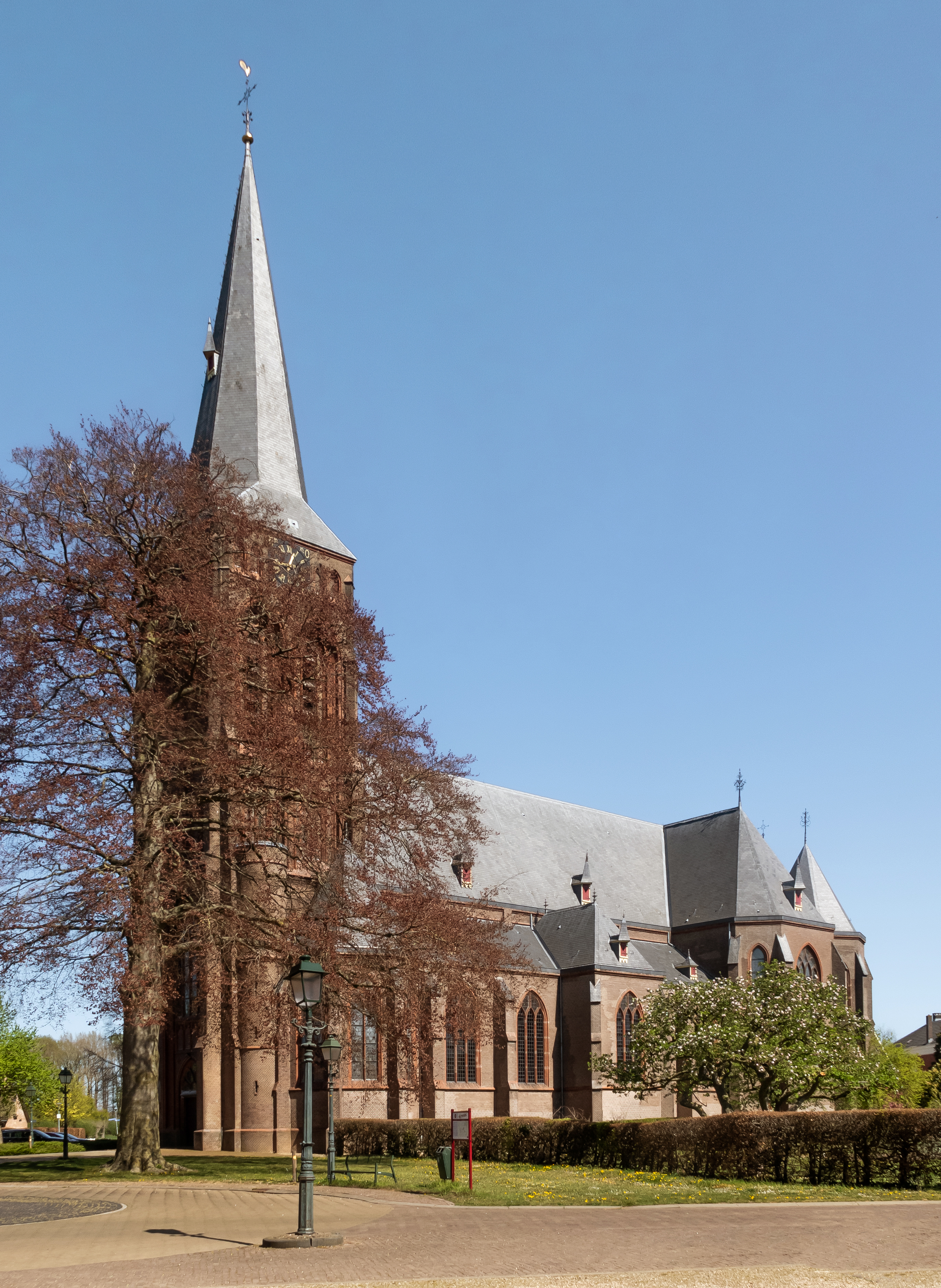
Baak, l'église : la Sint-Martinuskerk.
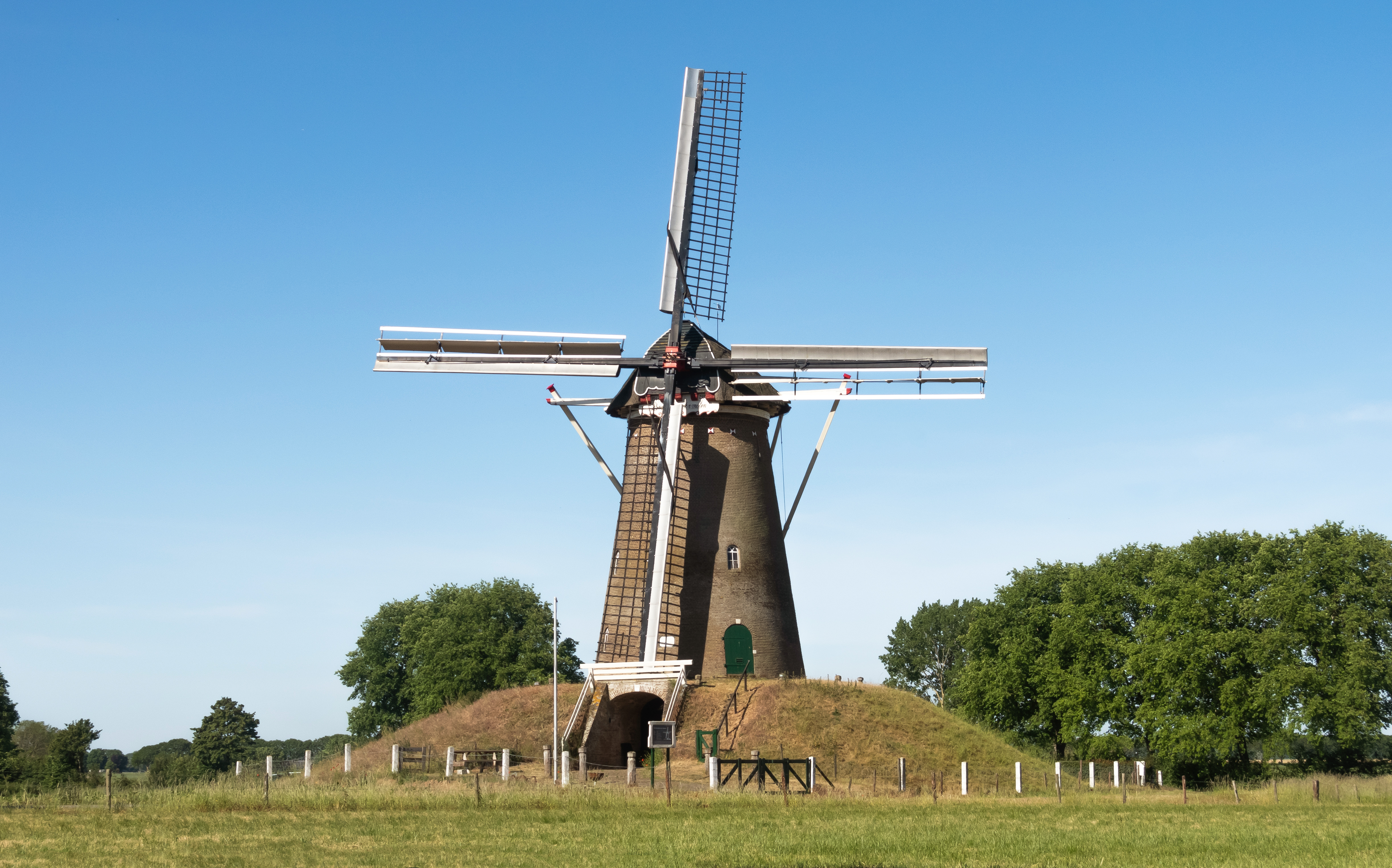
Steenderen, le moulin : le Bronkhorster Molen.
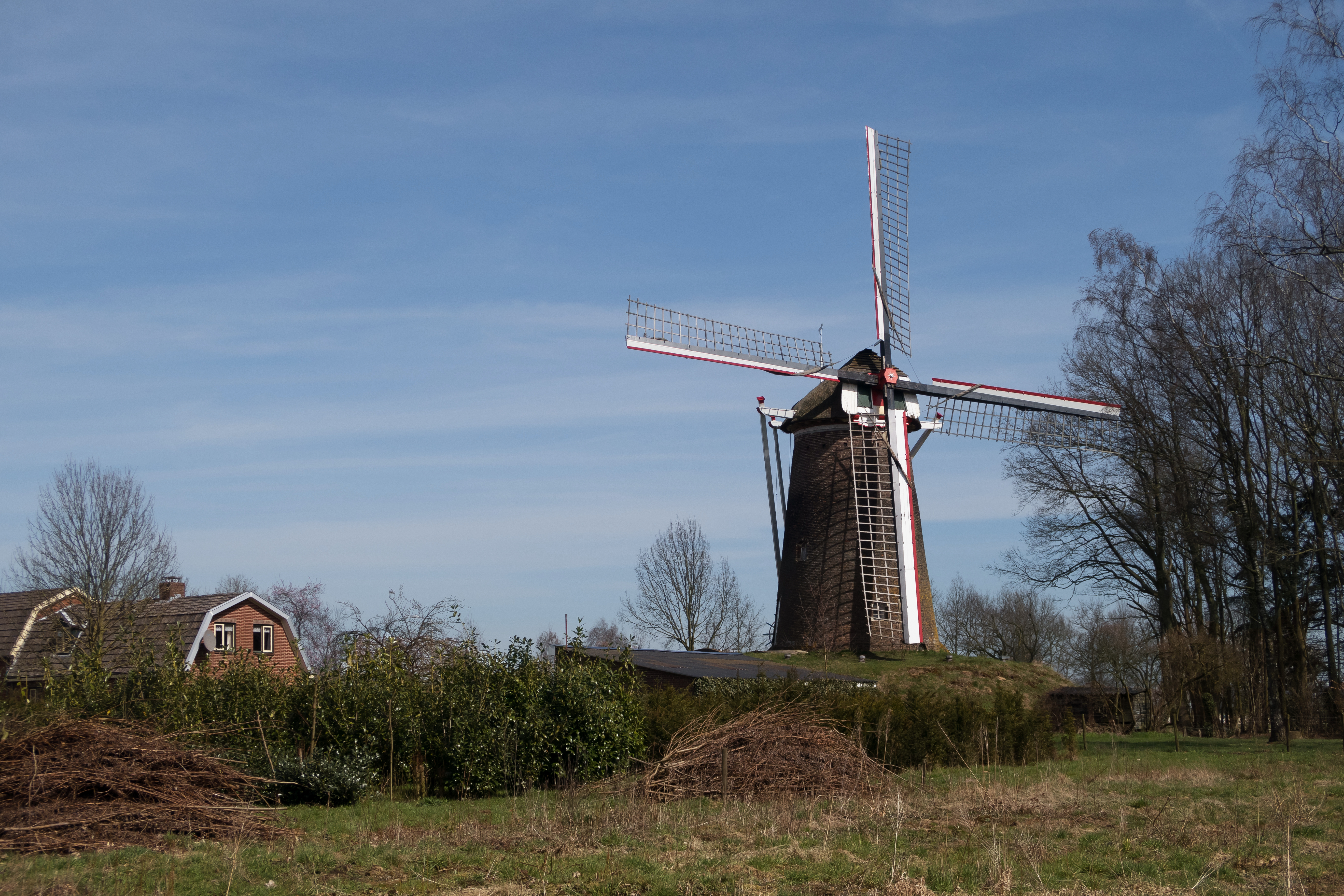
Wittebrink, le moulin : le Wittebrinkse Molen.